# Junção túnel supercondutor
A junção túnel supercondutor (STJ) — também conhecida como junção túnel supercondutor-isolante-supercondutor (SIS) — é um dispositivo eletrônico composto por dois supercondutores separados por uma camada muito fina de material isolante. A corrente passa pela junção através do processo de tunelamento quântico. O STJ é um tipo de junção Josephson, embora nem todas as propriedades do STJ sejam descritas pelo efeito Josephson.
Esses dispositivos têm uma ampla gama de aplicações, incluindo detectores de radiação eletromagnética de alta sensibilidade, magnetômetros, elementos de circuitos digitais de alta velocidade e circuitos de computação quântica.

## Tunelamento quântico

Ilustração de uma junção túnel supercondutora (STJ) de filme fino. O material supercondutor é azul claro, a barreira de túnel isolante é preta e o substrato é verde.

Diagrama de energia de uma junção túnel supercondutora. O eixo vertical é a energia, e o eixo horizontal mostra a densidade de estados. Os pares de Cooper existem na energia de Fermi, indicada pelas linhas tracejadas. Uma tensão de polarização V é aplicada através da junção, deslocando as energias de Fermi dos dois supercondutores em relação um ao outro por uma energia eV, onde e é a carga do elétron. Estados de quasipartícula existem para energias maiores que Δ a partir da energia de Fermi, onde Δ é o intervalo de energia supercondutora. Verde e azul indicam estados de quasipartícula vazios e preenchidos, respectivamente, à temperatura zero.

Todos os correntes que fluem através da STJ passam pela camada isolante através do processo de tunelamento quântico. Há dois componentes para a corrente de tunelamento. O primeiro é proveniente do tunelamento de pares de Cooper. Esta supercorrente é descrita pelas relações ac e dc do efeito Josephson, primeiro previsto por Brian David Josephson em 1962. Para essa previsão, Josephson recebeu o Prêmio Nobel de Física em 1973. O segundo é a corrente de quasipartícula, que, no limite de temperatura zero, surge quando a energia da tensão de polarização {\displaystyle eV} excede duas vezes o valor do intervalo de energia supercondutora Δ. Em temperatura finita, uma pequena corrente de tunelamento de quasipartícula — chamada corrente subgap — está presente mesmo para tensões menores que o dobro do intervalo de energia devido à promoção térmica de quasipartículas acima do intervalo.
Se a STJ for irradiada com fótons de frequência {\displaystyle f}, a curva corrente-tensão dc exibirá tanto os degraus de Shapiro quanto os degraus de tunelamento assistido por fótons. Os degraus de Shapiro surgem da resposta da supercorrente e ocorrem em tensões iguais a {\displaystyle nhf/(2e)}, onde {\displaystyle h} é a constante de Planck, {\displaystyle e} é a carga do elétron, e {\displaystyle n} é um número inteiro. O tunelamento assistido por fótons surge da resposta das quasipartículas e dá origem a degraus deslocados em tensão por {\displaystyle nhf/e} em relação à tensão do intervalo.

## Aplicações

### Astronomia de rádio
STJs são os receptores heterodinos mais sensíveis na faixa de frequência de 100 GHz a 1000 GHz, e por isso são usados para astronomia de rádio nessas frequências. Nesta aplicação, a STJ é polarizada em cc em uma tensão logo abaixo da tensão de intervalo ({\displaystyle |V|=2\Delta /e}). Um sinal de alta frequência de um objeto astronômico de interesse é focado na STJ, juntamente com uma fonte de oscilador local. Fótons absorvidos pela STJ permitem que quasipartículas tunelem através do processo de tunelamento assistido por fótons. Esse tunelamento assistido por fótons altera a curva corrente-tensão, criando uma não linearidade que produz uma saída na frequência de diferença do sinal astronômico e do oscilador local. Essa saída é uma versão down-converted em frequência do sinal astronômico. Esses receptores são tão sensíveis que uma descrição precisa do desempenho do dispositivo deve levar em conta os efeitos do ruído quântico.

### Detecção de fóton único
Além da detecção heterodina, as STJs também podem ser usadas como detectores diretos. Nesta aplicação, a STJ é polarizada com uma tensão cc inferior à tensão de intervalo. Um fóton absorvido no supercondutor quebra pares de Cooper e cria quasipartículas. As quasipartículas tunelam através da junção na direção da tensão aplicada, e a corrente resultante de tunelamento é proporcional à energia do fóton. Dispositivos STJ têm sido empregados como detectores de fótons únicos para frequências de fótons variando de raios X ao infravermelho.

### SQUIDs
O dispositivo de interferência quântica supercondutora ou SQUID é baseado em um circuito supercondutor contendo junções Josephson. SQUIDs são os magnetômetros mais sensíveis do mundo, capazes de medir um único quantum de fluxo magnético.

### Computação quântica
A computação quântica supercondutora utiliza circuitos baseados em STJ, incluindo qubit de carga, qubit de fluxo e qubit de fase.

### RSFQ
A STJ é o elemento ativo primário nos circuitos lógicos rápidos de fluxo único rápido quântico ou RSFQ.

### Padrão de tensão Josephson
Quando uma corrente de alta frequência é aplicada a uma junção Josephson, a corrente Josephson ac irá sincronizar com a frequência aplicada, dando origem a regiões de tensão constante na curva I-V do dispositivo (degraus de Shapiro). Para fins de padrões de tensão, esses degraus ocorrem nas tensões {\displaystyle nf/K_{J}} onde {\displaystyle n} é um inteiro, {\displaystyle f} é a frequência aplicada e a constante de Josephson {\displaystyle K_{J}=483597.9\,{\textrm {GHz}}/{\textrm {V}}} é uma constante internacionalmente definida essencialmente igual a {\displaystyle 2e/h}. Esses degraus fornecem uma conversão exata de frequência para tensão. Como a frequência pode ser medida com alta precisão, esse efeito é usado como base para o padrão de tensão Josephson, que implementa a definição internacional do volt "convencional".

### Diodo Josephson
No caso em que a STJ exibe tunelamento Josephson assimétrico, a junção pode se tornar um diodo Josephson.